# Футхил Фармс (Калифорнија)
Футхил Фармс (енгл. Foothill Farms) насељено је место без административног статуса у америчкој савезној држави Калифорнија.

## Демографија
По попису из 2010. године број становника је 33.121, што је 15.695 (90,1%) становника више него 2000. године.
| Група             | 2000.          | 2010.          |
| Белци             | 11.058 (63,5%) | 18.283 (55,2%) |
| Афроамериканци    | 2.155 (12,4%)  | 3.628 (11,0%)  |
| Азијати           | 757 (4,3%)     | 1.731 (5,2%)   |
| Хиспаноамериканци | 2.523 (14,5%)  | 7.579 (22,9%)  |
| Укупно            | 17.426         | 33.121         |